# Нью-Ривер (река, впадает в Карибское море)
Нью-Ри́вер (англ. New River) — река на севере Белиза, самая длинная река, полностью расположенная на территории Белиза.

## География

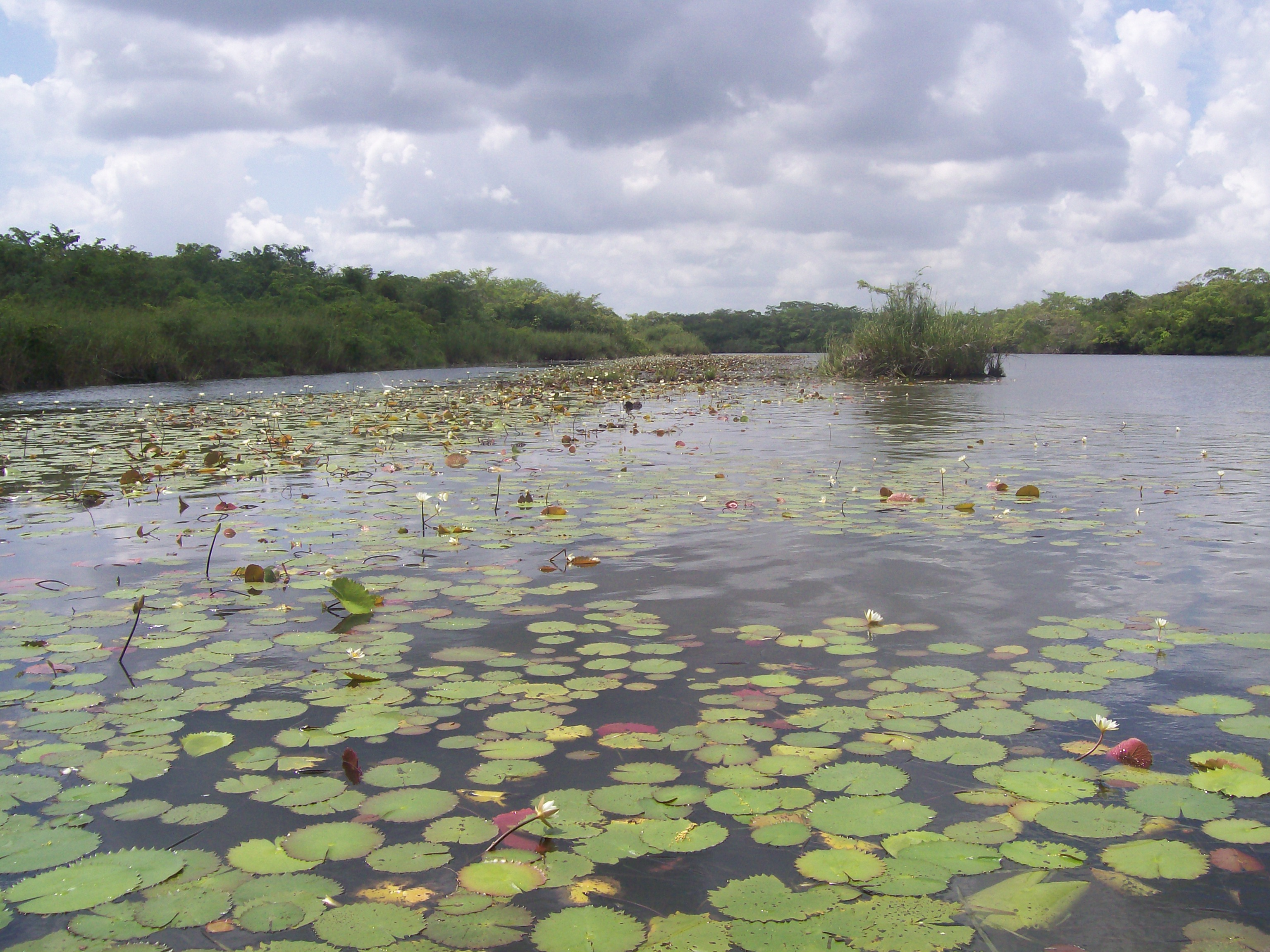
Нью-Ривер

Бассейн реки расположен в основном в восточной части округа Ориндж-Уолк Белиза. Исток находится рядом с руинами древнего города майя Ламанай. Образует лагуну Нью-Ривер, крупнейший источник пресной воды в Белизе, к востоку от храмов майя в Ламанай. Протекает на северо-северо-восток в столице округа Ориндж-Уолк, а затем в городах Шипъярд, Гинея-Грасс и Сан-Эстебан. Впадает в Коросальский залив в бухте Четумаль у Коросаля, столицы одноимённого округа.

## Экология
Река является местом обитания многочисленных видов рыб, птиц и крокодилов.

## История
В колониальное время река интенсивно использовалась для сплава в Британском Гондурасе от лесов Ориндж-Уолка до Коросальского залива для дальнейшей транспортировки в Великобританию. Затем окрестности использовались для выращивания сахарного тростника. В настоящее время основой экономической деятельности региона является туризм.